# 名古屋经营短期大学
名古屋经营短期大学（日语：／ Nagoya Keiei Tankidaigaku *）是一所位于日本爱知县尾张旭市的私立短期大学。

## 概要

### 简介
- 源流成立于1948年[1]。短期大学为于1965年开办[2]、由学校法人菊武学园经营。

### 历史
- 1965年 名古屋女子商科短期大学成立并同时设置一个学科即商科于爱知县春日井市[2]。
- 1966年 业余课程商业专修成立[2]。
- 1976年 校园迁址至爱知县名古屋市守山区[2]。
- 1983年 校园迁址至爱知县尾张旭市[2]。
- 1988年 经营信息科成立[2]。
- 2000年 改校名为名古屋经营短期大学、开始招収男学生[2]。
- 2002年 商科改编为商务传播科[注 3][2]。
- 2004年 两个学科改名为、以下列举（各自招生到于2006年、次年合并为总合商务学科）[2]。
  - 商科→商务实际业务学科
  - 经营信息科→人类信息科
- 2007年 儿童学科[注 1]成立[2]。
- 2008年 健康福利学科成立[2]。

## 学校环境
- 校区：在爱知县尾张旭市

## 历任校长
- 服部喜作：第一代短期大学校长[3]。
- 高木弘惠：现在短期大学校长[4]

## 组织

### 学科
- 总合商务学科
- 儿童学科[注 1]
- 健康福利学科

### 前学科
| - 商务实际业务学科 - 人类信息科 |

### 专科
| - 没有 |

### 业余课程
| - 商业专修 |

### 附属机关
| - 图书馆 - 育儿环境支援研究中心 |

## 相关链接
- 日本短期大学列表